# Same Trailer Different Park
Same Trailer Different Park é o álbum de estreia da artista norte-americana Kacey Musgraves, lançado em 19 de março de 2013 pela editora discográfica Mercury Nashville.

## Recepção crítica
O portal Metacritic, a partir de onze resenhas recolhidas, deu 88 pontos ao Same Trailer Different Park em uma escala que vai até cem, indicando "total aclamação da crítica". Tammy Ragusa do Country Weekly chamou-o de "distintivo em ambos os seus arranjos e letras." Jerry Shriver, do USA Today, disse que as canções são "honestas consigo mesma e não mergulha na auto-piedade", e que Musgraves cantando é "bonita e clara, mas normalmente sentimental." Para o Taste of Country, Billy Dukes, comentou que o álbum "é bem escrito, nervoso (ainda familiar) e revestido em bem."

## Listas de faixas
| N.º            | Título                | Compositor(es)                                | Duração |  |
| 1.             | "Silver Lining"       | Shane McAnally, Kacey Musgraves, Josh Osborne | 3:50    |  |
| 2.             | "My House"            | McAnally, Musgraves, Osborne                  | 2:42    |  |
| 3.             | "Merry Go 'Round"     | McAnally, Musgraves, Osborne                  | 3:28    |  |
| 4.             | "Dandelion"           | Brandy Clark, McAnally, Musgraves             | 3:04    |  |
| 5.             | "Blowin' Smoke"       | Luke Laird, McAnally, Musgraves               | 3:08    |  |
| 6.             | "I Miss You"          | Laird, Musgraves, Osborne                     | 3:50    |  |
| 7.             | "Step Off"            | Laird, McAnally, Musgraves                    |         |  |
| 8.             | "Back on the Map"     | Laird, Musgraves                              | 4:06    |  |
| 9.             | "Keep It to Yourself" | Laird, McAnally, Musgraves                    | 3:17    |  |
| 10.            | "Stupid"              | McAnally, Musgraves, Osborne                  | 2:38    |  |
| 11.            | "Follow Your Arrow"   | Clark, McAnally, Musgraves                    | 3:21    |  |
| 12.            | "It Is What It Is"    | Clark, Laird, Musgraves                       | 3:46    |  |
| Duração total: | Duração total:        | Duração total:                                | 40:13   |  |

## Desempenho nas tabelas musicais
| Tabela musical (2013)                     | Melhor posição |
| ----------------------------------------- | -------------- |
| Estados Unidos (Billboard 200)            | 2              |
| Estados Unidos (Billboard Country Albums) | 1              |

## Histórico de lançamento
| País           | Data                | Formato          | Editora discográfica |
| -------------- | ------------------- | ---------------- | -------------------- |
| Estados Unidos | 19 de março de 2013 | Download digital | Mercury Nashville    |
| Canadá         | 19 de março de 2013 | Download digital | Mercury Nashville    |